# Tony Ryan
Tony Ryan (* 2. Februar 1936 in Thurles im County Tipperary; † 3. Oktober 2007 in Celbridge im County Kildare) war ein irischer Unternehmer. Er war der Gründer der Fluggesellschaft Ryanair.

## Leben
Tony Ryan arbeitete in jungen Jahren bei Aer Lingus. Seine ersten Schritte als Unternehmer unternahm er durch die Gründung einer Leasing-Gesellschaft, mit der er in den weniger starken Wintermonaten Flugzeuge aus der Aer Lingus-Flotte mietete. Er gründete zahlreiche weitere Unternehmen im Bereich Luftfahrt und veräußerte die meisten wieder gewinnbringend. Er war Gründer der «Guinness Peat Aviation» (GPA). Zusammen mit Christy Ryan und Liam Lonergan gründete er 1985 die Fluglinie Ryanair. Tony Ryan war einer der reichsten irischen Unternehmer und wurde 2007 in einer Aufstellung der Sunday Times mit einem Milliarden-Vermögen in der Top Ten der Rich List geführt. Um Steuern zu sparen, hatte er seinen Wohnsitz in Monte Carlo. Tony Ryan lebte zuletzt in Ardclough (Kildare).
Ryan erhielt die Ehrendoktorwürde von mehreren Universitäten, unter anderem vom Trinity College in Dublin, der National University of Ireland in Galway und der Universität von Limerick.
Zum Zeitpunkt seines Todes besaß er 16 % der Fluggesellschaft Tiger Airways, einer in Singapur ansässigen Billigfluggesellschaft, die im Dezember 2003 gegründet wurde.
Tony Ryan starb am 3. Oktober 2007 im Alter von 71 Jahren nach langer Krankheit. Wenige Wochen später starb am 20. Dezember 2007 nach kurzer Krankheit im Alter von 48 Jahren sein Sohn Cathal.